# Сходня (річка)
Схо́дня (рос. Сходня) — річка у Московській області, Росії. Загальна довжина — 47 км, з них 5 км територією Москви. Річка рівнинного типу, живлення переважно снігове. Сходня замерзає в листопаді — початку грудня, скресає наприкінці березня — квітня. Є лівим притоком Москви-ріки, поступаючись лише Яузі. Середня витрата води 1,8 м³/с. Витік знаходиться біля села Алабушево, пересікає МКАД та впадає в Москву річку поблизу Тушинського аеродрому.

## Туризм
Річка Сходня має швидку течію, тому віддавна була привабливою для туристів. Проте, тепер розвитку туризму перешкоджають забудовані житловими будинками та дачами береги. Втім, лижників та любителів спортивного орієнтування приваблює ділянка біля впадіння притоки Горетовки у районі залізничної платформи Підрєзково, який цікавий тим, що тут річка вже 30 років не замерзає.

## Притоки
Ліва притока — річка Братовка та дериваційний канал, по якому з Хімкинського водосховища надходить волзька вода для обводнення Москви-ріки.

## Назва
Назва Сходня пов'язана з колишнім великим транспортним значенням: цією річкою в минулому невеликі судна «сходили» з Москви-ріки до Черкізовського волоку на Клязьмі, що створювала зручний шлях у Владимиро-Суздальське князівство. Ще одна версія: «місце на березі річки, озера, де можна легко причалити судну і людині зручно спуститись до води».